# Liorac-sur-Louyre
Liorac-sur-Louyre – miejscowość i gmina we Francji, w regionie Nowa Akwitania, w departamencie Dordogne.
Według danych na rok 1990 gminę zamieszkiwało 270 osób, a gęstość zaludnienia wynosiła 13 osób/km² (wśród 2290 gmin Akwitanii Liorac-sur-Louyre plasuje się na 909. miejscu pod względem liczby ludności, natomiast pod względem powierzchni na miejscu 500.).